# Ciućkowo
Ciućkowo [pronunciación en polaco: /t͡ɕut͡ɕˈkɔvɔ/] es un pueblo en el distrito administrativo de Gmina Wyszogród, dentro del Distrito de Płock, Voivodato de Mazovia, en el centro-este de Polonia. Se encuentra aproximadamente 8 kilómetros al noroeste de Wyszogród, 32 kilómetros al del sudeste de Płock, y 65 kilómetros al oeste de Varsovia.